# 54693 Garymyers
54693 Garymyers este un asteroid din centura principală de asteroizi.

## Descriere
54693 Garymyers este un asteroid din centura principală de asteroizi. A fost descoperit pe 19 martie 2001 la Junk Bond Observatory de David Healy (astronom). Asteroidul prezintă o orbită caracterizată de o semiaxă mare de 2,35 ua, o excentricitate de 0,18 și o înclinație de 3,6° în raport cu ecliptica.